# ライムスター宇多丸のウィークエンド・シャッフル
『ライムスター宇多丸のウィークエンド・シャッフル』（ライムスターうたまるのウィークエンド・シャッフル）は、TBSラジオほかで放送されていたラジオ番組で、宇多丸の冠番組である。2007年4月7日 - 2018年3月31日放送。通称タマフル。

## 概要
「ちょっとひねった音楽情報番組」がコンセプト。第46回（2008年度）ギャラクシー賞ラジオ部門DJパーソナリティ賞
、第54回（2016年度）ギャラクシー賞ラジオ部門選奨を受賞。
タイトルの「ウィークエンド・シャッフル」は、宇多丸が愛読している筒井康隆の短編小説『ウィークエンド・シャッフル』のタイトルにちなんでいて、宇多丸が所属するRHYMESTERが当番組の開始前に発表した楽曲（アルバム『HEAT ISLAND』への収録曲）にも用いられている。以上の経緯から、当番組ではこの曲のインストゥルメンタルバージョンをオープニングテーマとして流していた。
番組で使用されたTwitterのハッシュタグは「#utamaru」で、番組メールアドレスは「utamaru@tbs.co.jp」。終了後、そのハッシュタグとメールアドレスは事実上の後継番組である『アフター6ジャンクション』に転用された。

## 出演者

### レギュラー出演者
- 宇多丸（RHYMESTER） - パーソナリティ
2010年1月分は喉の手術のため番組を一時降板。
- しまおまほ（コラムニスト） - ミューズの週刊ぼんやりニュース
- 申し訳ないとフロム赤坂
主に申し訳ないとのDJ陣が中心に出演している。
  - ミッツィー申し訳（有）申し訳ナイタズの総帥
  - ギュウゾウ申し訳Jr（電撃ネットワーク）
  - GEE申し訳Jr（GTS）
  - 掟ポルシェ申し訳Jr（ロマンポルシェ。）

他にもゲストDJとしてDJ JINやDJ OASISがプレイ。

### 代理パーソナリティ
宇多丸が、喉のポリープ手術のため、2010年1月放送分を一時降板した際の代理。
- 橋本吉史（番組プロデューサー、1月9日放送分）
- 古川耕（番組構成作家、1月9日放送分）
- 小島慶子（1月16日放送分）
- 西寺郷太（1月16日放送分）
- 吉田豪（1月23日放送分）
- K DUB SHINE（1月23日放送分）
- 小西克哉（1月30日放送分）
- しまおまほ（1月30日放送分）

### ゲスト出演者
肩書き等は当時。
- 細田守[注 2]
- 中川翔子
- 松本ともこ
- MEG[注 3]
- Crystal Kay
- いとうせいこう
- K DUB SHINE[注 4]
- DJ OASIS
- HALCALI
- マボロシ
- DJ JIN[注 5]
- Mummy-D
- Perfume[注 6]
- ZEEBRA[注 7]
- ホフディラン
- 土岐麻子[注 8]
- Romancrew
- 立川談笑[注 9]
- エレ片
- やついいちろう(エレキコミック)[注 10]
- 野村麻美[注 11]
- 武田一顯[注 12]
- 高橋ヨシキ[注 13]
- 小西克哉
- 横山剣
- 吉田豪
- スチャダラパー[注 14]
- SAWA[注 15]
- DJ CELORY
- DJ HAZIME
- DJ KEN-BO
- DJ MAYUMI
- DJ KAORI
- ROCK-Tee
- KOHEI JAPAN
- サイプレス上野
- 町山智浩[注 16]
- キリンジ
- KREVA[注 17]
- 久保田利伸
- ロマンポルシェ。
- ダイノジ[注 18]
- 杉作J太郎[注 19]
- さかいゆう
- 桂歌蔵
- TARO SOUL
- MC RYU
- 西寺郷太(ノーナ・リーヴス)[注 20]
- 三浦康嗣(□□□)
- 櫻井翔(嵐)[注 21]
- 田中康夫[注 22]
- 水道橋博士[注 23]
- 周防正行[注 24]
- 黒沢薫・酒井雄二(ゴスペラーズ)
- DABO
- 三浦大知
- GERU-C閣下[注 25]
- 小島慶子[注 26]
- 想田和弘[注 27]
- ピストン西沢
- 小明
- サンプラザ中野[注 28]
- 日高光啓(AAA)
- BUBBLE-B
- 三宅隆太[注 29]
- DJ BANA
- 高野政所(LEOPALDON)[注 30]
- コンバットREC[注 31]
- 高橋洋二[注 32]
- 椎名純平
- 宮崎吐夢[注 33]
- 河井克夫
- 井筒和幸
- 高橋芳朗[注 34]
- 福田里香[注 35]
- 松嶋雅人[注 36]
- HIBIKILLA[注 37]
- 大石始[注 38]
- 岩崎多[注 39]
- 渡辺祐[注 40]
- カプコン佐藤[注 41]
- 中川淳一郎[注 42]
- 近田春夫[注 43]
- 小林武史[注 44]
- 小室哲哉[注 44]
- 富田恵一[注 44]
- 前山田健一[注 44]
- 伊賀大介[注 45]
- ジェーン・スー[注 46]
- 他故壁氏（）[注 47]
- 三池崇史[注 48]
- 小宮山淳[注 49]
- エドボル[注 50]
- DJ SOULJAH
- 佐武宇綺（9nine）
- 小出祐介（Base Ball Bear）
- 佐藤利明[注 51]
- 安東弘樹[注 52]
- 星野源[注 53]

## 主なコーナー
- 2018年3月放送終了時。

投稿コーナー 低み（22:20 - ）
リスナーが身の回りで起きた、あるいは聞いた「低み」エピソードを投稿する企画
週間映画時評 ムービーウォッチメン（22:30 - ）
宇多丸の映画批評コーナー。2013年4月6日より開始。3月30日に終了した「ザ・シネマハスラー」のリニューアル。スタッフが予め決めた映画からカプセル自販機によって宇多丸が見る映画を決定 し、翌週のコーナーで内容を評論する。同コーナーは「アフター6ジャンクション」に引き継がれている （#映画批評コーナー作品リストも参照）
DISCO954  VIP DJ'S NIGHT/申し訳ないと（23:00 - ）
日本語の曲だけをDJプレイする。スペシャルゲストを招く「VIP DJ'S NIGHT」と「申し訳ないと」のDJ陣による「申し訳ないと」が週替わりで行われる。申し訳ないとは2013年末をもって解散となり、元申し訳メンバーもゲストDJとなった。
サタデーナイトLabo（23:30 - ）
特集コーナー。主に宇多丸がお勧めするアーティストの紹介。ゲストを呼んでのトークが中心ではあるが、ゲーム特集やメモ特集など音楽番組とは違ったものを取り上げることも多い。

### SAVE THE TAMFLE キャンペーン
不定期に行われる企画で元々はポッドキャストのリスナーに本放送（ラジオ放送）を聴いてもらうために始まったキャンペーン。
2008年10月4日からポッドキャストにて配信を行い、内容はリスナーからもらったメールを読んだり、そのことについての会議の様子が中心にポッドキャスト配信が行われた。その結果ラジオを持っていない人にラジオ受信機プレゼント（先着1000名まで）、番組メールマガジン発行、リスナー投票で企画を決めたりするシステム「Listen & Vote」などを実施し、2008年10月度以降の聴取率調査ではたびたび民間放送で1位を獲得した。
第2弾は「リアルでゴメン」（近藤夏子の曲）という副題をつけ、番組でたびたび取り上げているXbox 360にスポンサーになってもらうためリスナーに呼びかける企画を行っている。

### 終了したコーナー
ちょこっとLabo（21:45 - ）
宇多丸が「少しだけ語りたいこと」についてを語るミニコーナー。回によってはサタデーナイトLaboに関する事柄をとりあげ予習的なことをするときがある。また、期間限定のミニコーナーやミニ特集の時間としてあてられることもある。放送時間短縮に伴い2013年3月30日にて終了。
ザ・シネマハスラー（22:00 - ）
宇多丸の映画批評コーナー。スタッフが予め決めた映画 からサイコロを振って宇多丸が見る映画を決定し、翌週のコーナーで映画評論を行う。元は映画好きの宇多丸が、映画『キサラギ』の世相での評判の高さに疑問を呈して酷評したのがきっかけで、映画評論専門のコーナーとして設けられた。第1回は『カンフーくん』。2010年には過去の内容を纏めた書籍が発売された。2013年の3月30日に終了し、4月からは前述の「週間映画時評 ムービーウォッチメン」としてリニューアルされた。
ババァ、ノックしろよ！（22:20 - ）
リスナーが身の回りで起きた、あるいは聞いた「母親」エピソードを投稿する企画
BAKADA！（22:20 - ）
リスナーが身の回りで起きた、あるいは聞いた「バカ」エピソードを投稿する企画
ミューズの週刊ぼんやりニュース（24:00 - ）
リスナーや放送スタッフらの身近で起こった出来事や、リスナーが見つけたマスコミ報道に載ったB級ニュースなどを"ぼんやりニュース"と称し、アンカー・しまおまほが読み上げて感想を言い合うコーナー。
ラッパー志望なんですけど
ラッパー志望と書いてあれば、どんな悩みであっても宇多丸が答える。採用されたメールには音楽ギフト券1000円分がプレゼントされる。
土曜日の実験室
「ラジオ警察」こと、しまおが指南役として、宇多丸にアドバイスをする。
ミューズの引き出し
ラジオ警察改め「90年代ミューズ」であり「ミス引き出し〜ナ」こと、しまおの話のネタの「引き出し」を開けるメールを募集し、その引き出しを元にトークするコーナー。
ご機嫌いかがですか？ミューズのぼんやり情報部
前出の"ミューズの引き出し"の内容を発展させ、しまおが提言する日頃から感じるぼんやりとした疑問や教えてほしいこと、リスナーが感じることなどを"ぼんやりクエスチョン"と称してテーマ的に提示、リスナー投稿を募集して解決しようというコーナー。しまおが納得すればいいので、寄せられた内容が完全な解答でなくても良く、説得力のあるものが優秀とされた。テーマとなるものは適宜追加発表されていく一方、投稿やしまお自身の事情等により「解決された」としたものやいつまでも納得のいく回答が出ないものは、順次テーマ対象からははずされた。最終的には10項目以上が解決できずに残った。
別冊タマフル・夢工場プロジェクト〜2751〜
2010年5月・6月までの期間限定企画。番組スタッフが持ち込んだ企画をプレゼン、その企画を実行するコーナー。タイトルの「2751」は番組スタッフが27歳から51歳という年齢までいることと、宇多丸司会のフジテレビの深夜番組『1924』から。また、あくまで「ウィークエンド・シャッフル」とは別物という扱いのためタイトルコールは通常通り21時30分から行っている。エンディング曲は『1924』と同じくBUMP OF CHICKENの「pinkie」が使用されている。
申し訳ないとフロム赤坂
日本語の曲だけをDJプレイ、また不定期にゲストDJを招いてDJプレイすることもありこちらも原則日本語の曲に限定されていた。
サタデーナイトフィーバー
2011年5月21日より事前予告無しで開始。リスナーと電話で繋ぎ、土曜日の夜にどのように盛り上がっているかをインタビューする逆電コーナー。ただし参加資格としてパーティーなどに参加して盛り上がっていることを前提としていないため、一人で自室にいるリスナーが出ることもある。なお、第1回目の出演者は高野政所で、自身が当時経営していた自由が丘のクラブ「アシッドパンダカフェ」からの電話出演だった。

### ちょこっとLaboでの期間限定のミニコーナー
- リスナーラップ・ジングルへの道：2008年12月20日 - 2009年1月31日
- オレたちSEX ROOKIES!・・アレ、行ってたら、行けたぜ？：2009年7月18日 - 8月29日
- ライムスター新曲「ONCE AGAIN」のできるまで：2009年9月19日 - 10月17日
- ザ・欺瞞：2009年11月7日 - 12月5日
- 『マニフェスト』への道：2010年1月9日 - 1月30日
- ハスラー本・公開間違い探し! a.k.a.リスナー校正祭り!：2010年2月27日 - 3月6日
- SAVE THE TAMAFLE〜リアルでゴメン〜：2010年4月10日 - 6月12日[注 56]
- マイ・ゼブラタイム！：2010年5月15日 - 6月12日
- しまおまほのファーストミッション：2010年7月3日 - 7月17日
- 真夏のア↑コガレ・カーニバル：2010年8月7日 - 9月18日
- リア・充（ミツル）を捜せ！：2010年10月9日 - 11月27日
- KO-KO-U・孤高：2010年12月4日 - 2011年2月26日
- MAZO飯：2011年3月5日にスタートを発表するも一時中断し、2011年4月23日 - 5月28日に再度続行。
- オペレーション〈TOMO-DACHI以上、KOI-BITO未満〉：2011年3月26日 - 4月9日
- 企業戦士シャチ：2011年6月4日 - 7月9日。ただし、6月18日は"タマフルAKBア↑コガレ総選挙"に差し替え。
- フラッシュバックーーあれ、行ってたら、行けたぜ？：2011年7月30日 - 9月10日
- 〈続〉リスナー・ラップジングルへの道：2011年9月17日 - 10月19日
- エンター・ザ・ブルボン：2011年10月26日 - 11月19日
- タマフルpediaシリーズ・レインボーマンの替え歌全国調査：2011年11月26日 - 2012年1月28日
- トゥルー・リッチメン：2012年2月4日 - 2012年3月31日
- OV-1（オビワン）グランプリ!：2012年4月7日 - 2012年4月28日
- THE YO-SO-U：2012年5月5日 - 2012年5月26日
- あれ、8x4MENでいってたら、いけたぜ！：2012年6月2日 - 2012年7月28日
- OV-1（オビワン）グランプリ! シーズン2：2012年8月13日 -

## タイムテーブル
2018年3月放送終了時。
- 22:00 - オープニングトーク
- 22:20 - 投稿コーナー
- 22:30 - ムービーウォッチメン
- 23:00 - ディスコ954
- 23:30 - サタデーナイトLabo
- 23:55 - エンディング

## エンディングテーマ
宇多丸の意向で『オレたちひょうきん族』でエンディング曲を飾った曲が選曲されている。
- 土曜日の恋人（山下達郎、2007年4月 - 2008年3月）
- 土曜の夜はパラダイス（EPO、2008年4月 - 2009年3月）
- 土曜日は大キライ（松任谷由実、2009年4月 - 2010年3月）
- DOWN TOWN（EPO、 2010年4月 - 2011年3月）
- パレード（山下達郎、2011年4月 - 2012年3月）
- 涙のクラウン（EPO、2012年4月 - 2013年3月）
- SATURDAY NIGHT ZOMBIES（松任谷由実、2013年3月 - ）
- ヨカッタネ宇宙（たいらいさお、2009年2月21日放送分のみ）

## ネット局・放送時間

### ネット局
番組開始以来、TBSラジオのみで放送されていたが、2011年4月9日の放送から大分放送と北陸放送で午後10時から11時までの時間帯のみネットされるようになった。ただし、大分放送は同年7月30日までで放送を終了した。それ以降、ネット局は北陸放送のみという状況が続いていたが、2013年4月6日の放送からは秋田放送と琉球放送がネット局に加わる。
2016年4月2日からはさらに4局が、2017年4月1日からは信越放送、4月8日からは山形放送が加わったが、山形放送は同年9月30日に放送を終了している。以下の表は番組終了時点のネット局一覧。
| 放送地域   | 放送局名          | 放送開始日   | 放送時間               | 備考      |
| ---------- | ----------------- | ------------ | ---------------------- | --------- |
| 関東広域圏 | TBSラジオ         | 2007年4月7日 | 毎週土曜 22:00 - 24:00 | 製作局    |
| 石川県     | 北陸放送（MRO）   | 2011年4月9日 | 毎週土曜 22:00 - 23:00 |           |
| 秋田県     | 秋田放送（ABS）   | 2013年4月6日 | 毎週土曜 22:00 - 23:00 |           |
| 沖縄県     | 琉球放送（RBC）   | 2013年4月6日 | 毎週土曜 22:00 - 23:00 |           |
| 青森県     | 青森放送（RAB）   | 2016年4月2日 | 毎週土曜 22:00 - 23:00 | [ 注 61 ] |
| 富山県     | 北日本放送（KNB） | 2016年4月2日 | 毎週土曜 22:00 - 23:00 |           |
| 山梨県     | 山梨放送（YBS）   | 2016年4月2日 | 毎週土曜 22:00 - 23:00 |           |
| 鹿児島県   | 南日本放送（MBC） | 2016年4月2日 | 毎週土曜 22:00 - 23:00 |           |
| 長野県     | 信越放送（SBC）   | 2017年4月1日 | 毎週土曜 22:00 - 23:00 |           |

### 過去の放送時間
TBSラジオ
- 2007年4月7日 - 2009年3月28日：毎週土曜日 21:30 - 23:30（生放送）
2時間時代はK DUB SHINEがゲストの回は、番組放送時間が25分と大幅に短縮。また、北京オリンピック開催中の3週間は『北京オリンピックダイジェスト』を放送するため23時25分までの短縮版で放送された。また、2週目にあたる2008年8月16日は五輪の野球中継によりラジオでの放送は番組初の休止となりストリーミング放送のみ行った[注 62]。
- 2009年4月4日 - 2010年4月3日：毎週土曜日 21:30 - 24:30（生放送）
- 2010年5月1日 - 6月12日：毎週土曜日 21:00 - 24:30（生放送）
- 2010年7月3日 - 2013年3月30日：毎週土曜日 21:30 - 24:30（生放送）
- 2013年4月6日 - 2015年3月28日：毎週土曜日 22:00 - 24:30（生放送）

### スペシャル
- 2007年12月31日 22:00 - 25:00
「大晦日はディスコ954!ライムスター宇多丸のウィークエンド・シャッフル特別編申し訳ないとフロム赤坂07-08」
- 2008年12月31日 21:00 - 25:00
「今年も年越しはディスコ954!ウィークエンド・シャッフルPresents J-POP DJ MIX SHOW 申し訳ないとフロム赤坂スペシャル08-09!!」
- 2011年12月24日 21:00 - 24:30
「ライムスター宇多丸のウィークエンド・シャッフル」開局60周年記念スペシャル
- 2011年12月31日 21:30 - 24:30（定時）
「帰ってきたディスコ954! ライムスター宇多丸のウィークエンド・シャッフル 年越しスペシャル11-12!!」
- 2016年12月31日 22:00 - 24:30（定時＋枠拡大）
「番組まるごとディスコ954 年またぎスペシャル!」

### ポッドキャスト
TBS RADIO podcasting954で配信中。放送後記 やほとんどのコーナー を配信している。配信開始当初は番組終了後にすぐに当日の放送が聴けるいわゆる即日更新であったが、2008年10月4日放送分からは、1コーナーを1日ずつ配信する毎日更新に変更されている。

### ストリーミング中継
2008年2月23日放送分のスペシャルウィークにて初めて実施され以降、聴取率調査週間の際にはストリーミング中継されている。
ストリーミング中継の第2弾は2008年3月22日に行われ、事情により番組本編がポッドキャストでの配信が出来ないために行われた。2008年4月19日でも実施されたが「ザ・シネマハスラー」のコーナー中、番組本編の音声とDJマッホーのスタジオの音声が同時に流れるというハプニングが発生した。

## 映画批評コーナー作品リスト
「ザ・シネマハスラー」時代は1年間で批評した全作品のランキングを毎年末に発表していたが、「ムービーウォッチメン」へのリニューアル後（2013年以降）はベスト10作品・ワースト作品の発表及び特別賞表彰のみとなった。当番組終了後も『アフター6ジャンクション』にてコーナーを継続している。

## スタッフ
- プロデューサー：橋本吉史
通称・橋P、2009年まで。2010年から事業部に異動[注 70] になり、以後は名誉プロデューサーとして関わり、2012年11月にプロデューサー復帰。
- ディレクター：小荒井弥、蓑和田裕介（通称・Dキモチワルイ）
番組内ジングル、サウンドステッカー、効果音等のサウンド制作を担当。DJ Kit Koala-IとしてDJ、トラックメイカーとしても活動している。
- 構成：古川耕（通称・フルキャン）
- アドバイザー：妹尾匡夫（通称・セノチン）

過去
- プロデューサー：村沢青子（2010年 - 2011年3月まで。『小島慶子 キラ☆キラ』元番組プロデューサー）
- プロデューサー・ディレクター：近藤夏紀（通称・なつき100％、2011年4月 - 2012年11月）
- ディレクター：秋山しゅん
通称・バロン秋山、元担当ディレクター（ - 2011年3月）。異動後は兄弟番組的な『高橋芳朗 HAPPY SAD』を担当。

## スポンサー
番組開始当初はSHOP99がスポンサーだったが2008年3月をもって降板、2009年4月から6月までは第3週に日本ジャーナル出版から発行される雑誌「ジャンゴ」が番組コーナー「ザ・シネマハスラー」のスポンサーであったが休刊となり降板、2009年12月から1ヶ月間はサミーがスポンサーとなり、2010年1月3日は永谷園がスポンサーとなった。2010年7月3日からの一定期間、番組コーナー「サタデーナイトラボ」の時間帯に映画「恐怖」がスポンサーとなった。
2011年秋頃より、業務用食品卸売業の株式会社西原商会が「シネマハスラー」のコーナーのスポンサーとなっている。これは同社の代表取締役と宇多丸が個人的に友人関係であることからスポンサーを受けることになったと、宇多丸が番組中で触れている。
2012年5月からはミニコーナー「ちょこっとLabo」での期間限定企画「あれ、8x4MENでいってたら、いけたぜ！」に8x4MEN がスポンサーとしてついた。
2012年8月より、男性向けの服飾（主にシャツ）の販売会社、G・TRANS株式会社の経営するネット通販店、sontaku（sontaku.com）が「シネマハスラー」のスポンサーについた。
なお、正式なスポンサーとはなっていないが、レッドブルからドリンクと冷蔵庫がスタジオ内に無償供給されている。

## 書籍
- TAMAFLE BOOK 『ザ・シネマハスラー』（白夜書房、2010年2月、ISBN 9784861915574）
- 『ライムスター宇多丸のウィークエンド・シャッフル “神回”傑作選 Vol.1』（スモール出版、2015年3月、ISBN 9784905158264）
- 『R&B馬鹿リリック大行進 〜本当はウットリできない海外R&B歌詞の世界〜』（スモール出版、2016年2月、ISBN 9784905158318）
- 『ババァ、ノックしろよ!』（リトルモア、2016年11月、ISBN 9784898154519）
- 『ライムスター宇多丸も唸った人生を変える最強の「自己低発」 低み』（イースト・プレス、2018年9月、ISBN 9784781617145）

## エピソード
- 2009年5月2日：この回は「ギャラクシー賞DJパーソナリティ賞」の受賞決定について触れ、番組開始からそれに関する話題や企画を持ち出すなど、明るい雰囲気で番組が進行していた。だが番組終盤に忌野清志郎の訃報が届き、その旨を伝える緊急ニュースは宇多丸自身が読み上げた。ニュース原稿の冒頭部分を見た宇多丸は一瞬息を呑むと同時に思わずその辛さを言葉にしたが、原稿の全文はほぼ途切れることなく最後まで読み上げられた。その後は雰囲気が一転し、宇多丸は楽曲制作を通して交流のあった忌野との思い出などを語り、またライムスターと忌野による"雨上がりの夜空に35"とRCサクセションの"スローバラード"が流された[7][8]。
- 2009年6月2日：番組内ではギャラクシー賞の授賞式に際して「何をカマすか」をリスナーから投稿募集していたが、この日の授賞式では宇多丸の替え玉受賞者としてサンプラザ中野くんを宇多丸として出席させ、授賞式途中で宇多丸が登場するということを行った。その様子は録音されて同年6月6日に一部が放送された[9]。
- 2009年6月13日：ギャラクシー賞の受賞を記念して「宇多丸甘やかしウィーク」と称した企画を行った。スタジオ内に布団を持ち込み、宇多丸にはそこに文字通り寝っ転がったままで放送した。甘やかしとして主な進行は当時TBSアナウンサーだった小島慶子が担当するほか、浅草キッド・水道橋博士などが宇多丸を褒め讃えるメッセージを寄せるなど、通常とは違う進行内容だった。なお、このときの放送は動画のストリーミング配信がなされ、宇多丸が布団に寝ている様子などそのまま流されている[10]。
- 2011年3月12日：前日に東北地方太平洋沖地震が発生したことを受け、事前に予定していた編成内容をすべて変更して特別編成版として放送した。随時入る地震やライフラインなどの情報を挟みながら、「人間ナメんな！」をテーマとしてリスナーからの地震での体験の投稿と、宇多丸のほか番組スタッフ、宇多丸と交流のあるミュージシャンらの選曲した音楽を流した。当時TBSラジオのCDライブラリーは使用できない状態にあったため、音源は宇多丸らが自らCDを持ち込んだ。「人間ナメんな！」はライムスターの"K.U.F.U."という楽曲にある歌詞の一節より取ったもの。なお、通常はゲスト扱いでもTBSアナウンサーを入れることはほとんどないのだが、この日は江藤愛アナウンサーがアシスタント役として参加して情報アナウンスなどを担当した[11][12]。
- 2011年4月10日：サタデーナイトLabo「真夏のア↑コガレ自慢大会」、ちょこっとLaboのミニコーナー「真夏のア↑コガレ・カーニバル」や「TOMO−DACHI以上、KOI-BITO未満」で様々な"萌える妄想シーン"を披露し、「ア↑コガレ師匠」とも呼ばれた高橋芳朗のシーン妄想力とその選曲センスを元に、"高橋芳朗 HAPPY SAD"という新番組がスタートした。この番組はウィークエンドシャッフルの兄弟番組として位置づけられており、同年3月までディレクターを担当していた秋山しゅんが異動して担当するほか、構成作家の古川耕がアドバイザーとして参加している。
- 2011年6月18日：この日の放送はAKB48の特集が組まれた。そこで同年6月9日に行われたAKB総選挙に関連し、ウィークエンドシャッフルの主な出演者やスタッフなどを候補者とした"総選挙"が行われた。これは番組内でリスナー投票をやってAKB総選挙での候補者の受けるプレッシャーを番組を通して体感しようというもので、当日の放送中に実施発表しリスナーからの投票は電子メールで受け付けた。短時間の募集だったが2,000通を越える投票があった。投票結果は、1位・しまおまほ、2位・町山智浩、3位・宇多丸（以下略）となり、メインパーソナリティである宇多丸は首位を取ることができなかった。なお、この日の特集のメインゲストは高橋芳朗で14位に入っていたが、最初の発表時には集計表に名前が載っておらず飛ばされるという事態があった[13]。
- 2011年10月4日：TBSラジオで『ザ・トップ5』という番組がスタートした。この番組は"ウィークエンド・シャッフル"の元プロデューサー・橋本吉史、構成作家の古川耕が制作に参加するほか、同番組においてゲスト出演時に好評を得ていたコンバットRECと高野政所をレギュラーコメンテイターとするなど、前述の"HAPPY SAD"に続く兄弟番組となっている。なお、"ザ・トップ5"の初回のゲストは宇多丸、以後伊賀大介、高橋芳朗、しまおまほなど"ウィークエンド・シャッフル"に関係の深い人が出演している。
- 2012年3月28日：番組の出演者やスタッフが本人役で出演するモキュメンタリー形式のドラマDVD『タマフル THE MOVIE ～暗黒街の黒い霧～』がリリースされた。監督と脚本は入江悠が担当している[14]。
- 2015年8月8日：放送前日の8月7日にラッパーの般若が自身のブログのラップ音源[注 73] で宇多丸本人を名指しでディスし、ディスを受けた字多丸がこの件について触れ、ラジオ内でアカペラによるアンサーソングを返した。このラジオのコーナーである週間映画時評 ムービーウォッチメンで般若が出演した映画「Zアイランド」を取り上げなかったことが気に入らずディスをしたが、字多丸はコーナーのシステムであるカプセル自販機にZアイランドも入っていたが、当たらなかったからだとアンサーソングを披露する前に弁解している。
- 2018年1月27日：同年3月31日にて番組が終了する事、後継番組として同年4月2日からスタートする平日の帯番組『アフター6ジャンクション』のパーソナリティを担当することが合わせて発表された[15][16]。